# Торкват Трикастинский
Торкват (IV век) — святой епископ Сен-Поль-Труа-Шато, пятый епископ Трикастинский, в Южном Дофине или провинциальном Дроме. Дни памяти — 31 января и 1 февраля.
Святой Торкват (Torquat, Torquatus), т.е «тот, кто носит горжет», упоминается в литургической литературе своей епархии вплоть до XVIII века. О жизни святого ничего не известно.

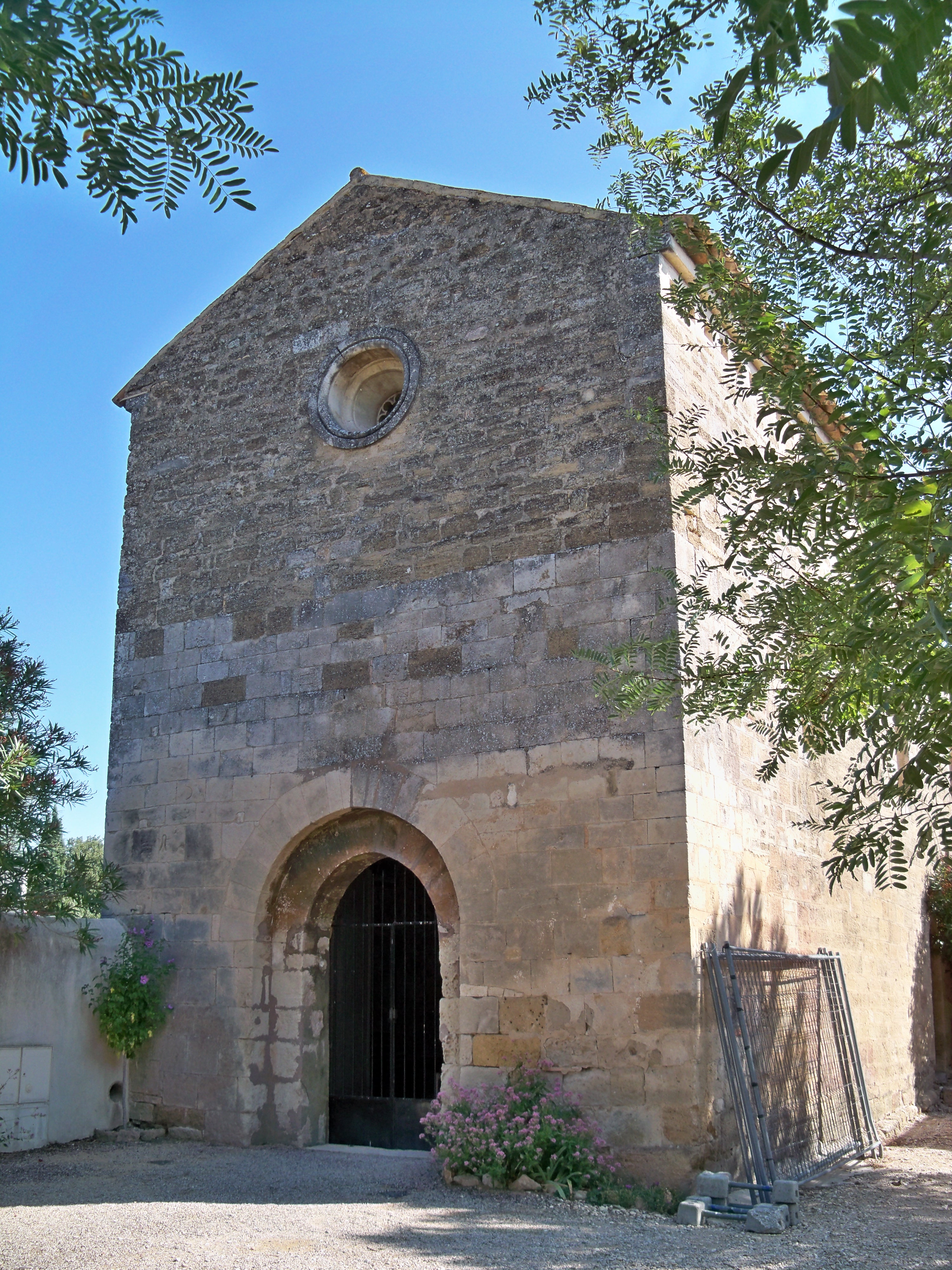
Часовня св. Торквата в Сюз-ла-Русс[фр.].